# 아티 (음악가)
아르템 스톨리아로브(러시아어: Артём Столяро́в, Artem Stoliarov, 1989년 9월 28일 ~ )는 예명 아티 (ARTY)와 알파 9 (Alpha 9)으로 잘 알려진 러시아의 음악가, 프로듀서, DJ이다. 그는 아르민 판 뷔런, 어보브 앤 비욘드, BT, 파울 반 디크, 맷조, 원리퍼블릭, 마티스 앤 사드코 그리고 에릭 남과 함께 협업한 적이 있다.